# Spondylurus magnacruzae
Spondylurus magnacruzae o eslizón mayor de Santa Cruz es una especie de escincomorfos de la familia Scincidae.

## Distribución geográfica
Es endémica de la isla de Santa Cruz y el cercano Green Cay (Islas Vírgenes de los Estados Unidos).

## Estado de conservación
Se encuentra amenazada por la pérdida de su hábitat natural.